# Salem, Oregon
Salem [ˈseɪ ləm̩] är huvudstad i den amerikanska delstaten Oregon, och huvudsäte för Marion County. Distriktet West Salem ligger dock i Polk County. Staden ligger i mellersta Willamette Valley, mellan Portland och Eugene. Vid befolkningsräkningen 1 juli 2006 hade staden 149 305 invånare, med ett storstadsområde med närmare 400 000 invånare, vilket gör den till den näst största staden i Oregon (efter Portland).
"Salem" kommer från det hebreiska ordet "Shalom", och det arabiska ordet "Salam", vilka båda betyder "fred". Historiskt sett har staden blivit kallad "Cherry City" på grund av dess betydelse i den lokala körsbärsindustrin.

## Historia

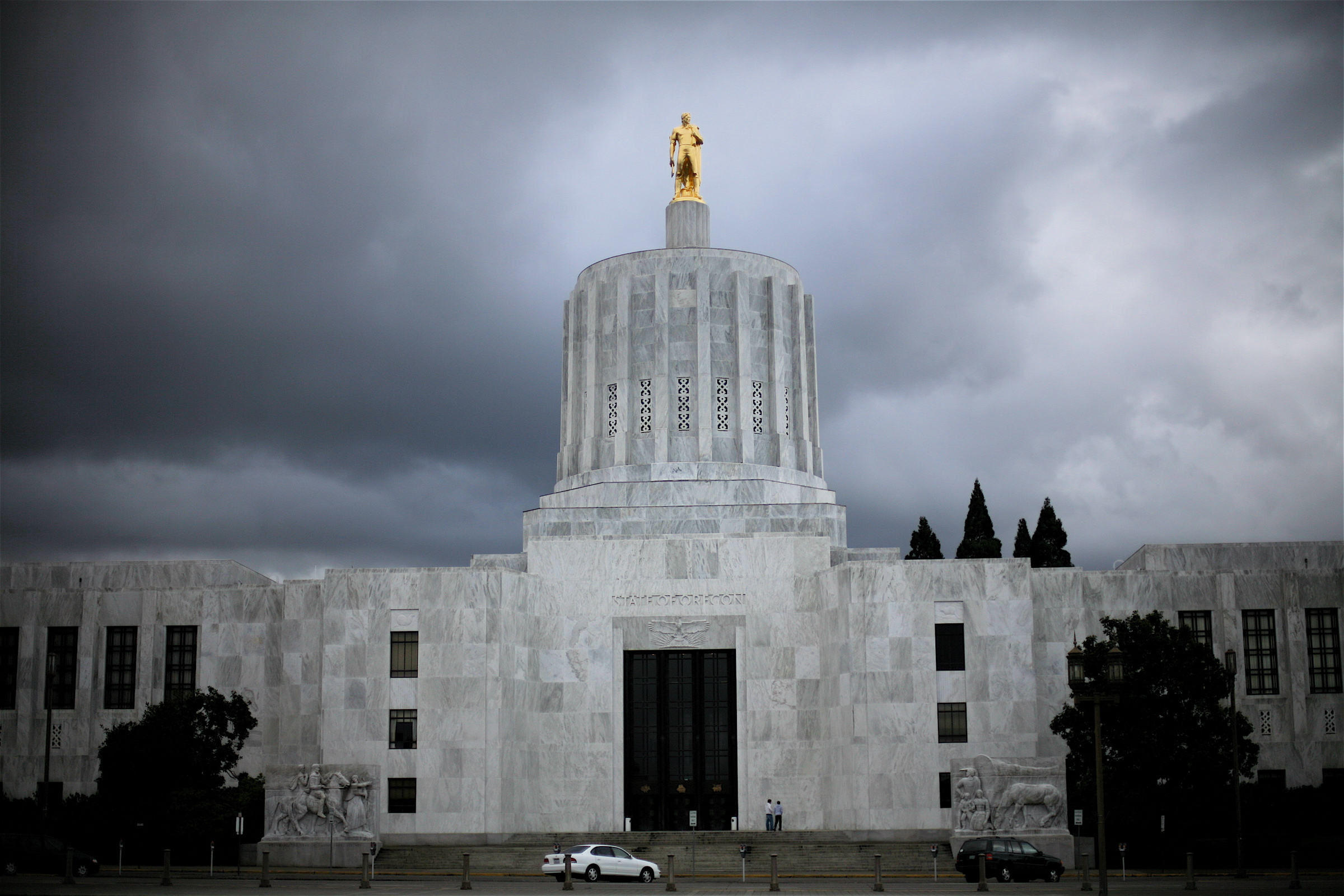
Kapitoliumbyggnaden

Det nativamerikanska namnet för området var Chemeketa, vilket betyder "mötes- eller viloplats". Namnet "Chemeketa" är bevarat och används som namn för ett lokalt college.
Den första europeiska bosättningen i området gjordes av en grupp missionärer ledda av Jason Lee 1840. År 1842 etablerade missionärerna Oregon Institute (föregångaren till Willamette University) i området. Detta utgjorde också grunden för staden Salem. År 1844 upplöstes missionärerna och en stad etablerades. Enligt Oregon Geographic Names är det oklart vem som bestämde namnet för staden, men det tros att det är en av de två männen David Leslie från Salem i Massachusetts eller W.H. Willson som mellan 1850 och 1851 bestämde plats för huvuddelen av staden.
År 1851 blev Salem territoriets huvudstad då denna verksamhet flyttades från Oregon City. Huvudstaden flyttades kortvarigt till Corvallis 1855, men flyttades tillbaka till Salem redan samma år. Stadshuset, som endast använts under två månader, brann ner till grunden i december 1855. Salem fick stadsrättigheter 1857 och blev Oregons huvudstad två år senare.
Oregons andra huvudstadsbyggnad stod klar 1876 på samma plats som den ursprungliga. Den grekiskinspirerade byggnaden placerades framför kapitoliumet. Byggnaden fick sin utpräglade kopparkupol 1893. En brand bröt dock ut och förstörde denna byggnad den 25 april 1935.
Den tredje och nuvarande byggnaden färdigställdes på samma plats 1938. Den är igenkänbar av sin speciella pionjärstaty i guld på taket.
Salems första körsbärsfestival hölls 1903. Under kommande decennier blev festivalen en årlig händelse, med parader och val av körsbärsdrottningen, men detta avvecklades efter första världskriget. Festivalen gick under namnet "Salem Cherryland Festival" under flera år under 1940-talet.

## Ekonomi

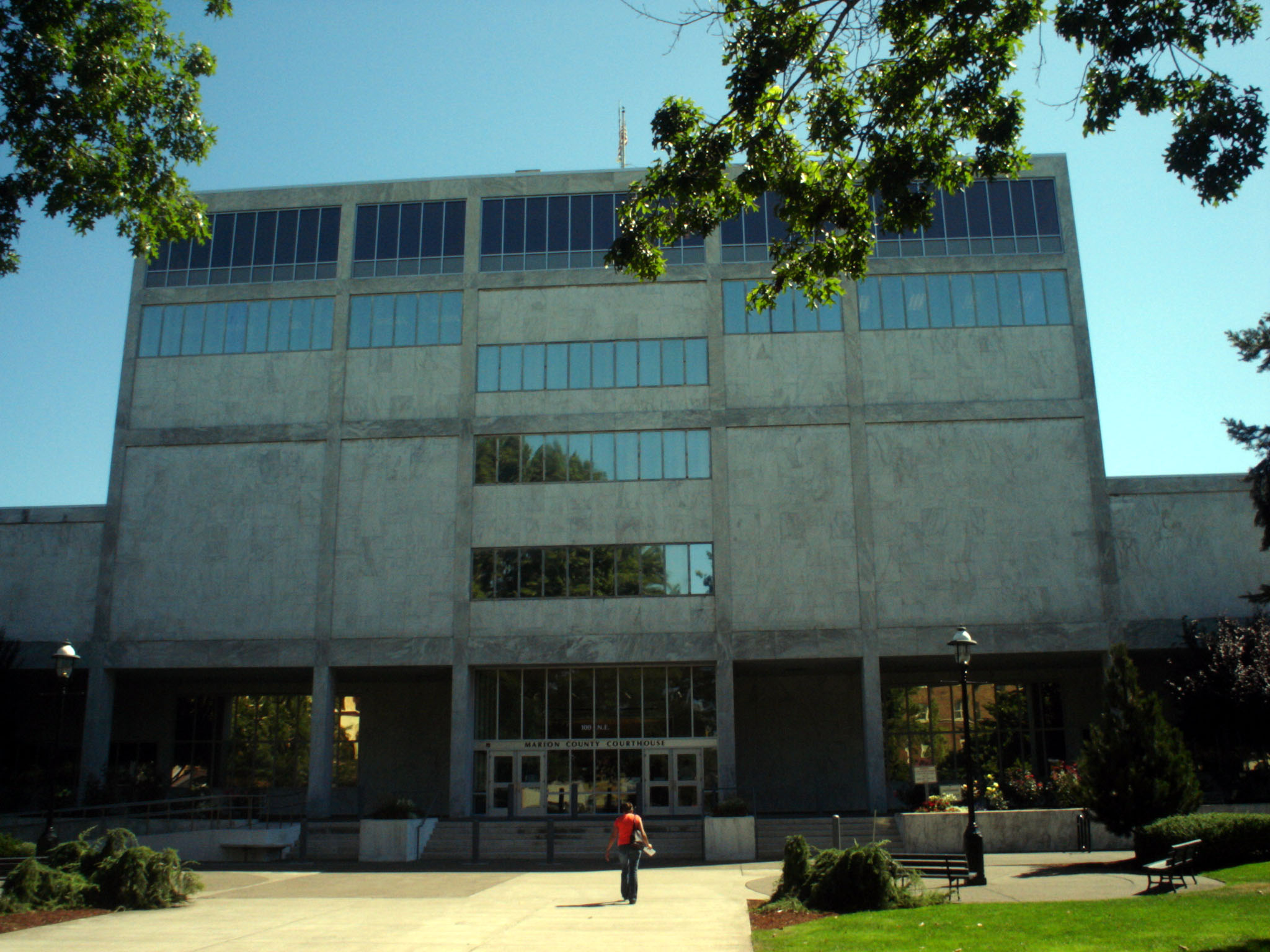
Marion Countys domstol

Stadens största arbetsgivare är inom stadssektorn, men staden fungerar också som bas för jordbrukssamhällen och är ett stort jordbrukscentrum. Salem ligger längs Interstate 5-vägen, och ligger omkring en timmes bilväg från den största staden i delstaten, Portland.
Vid ett försök att utvidga sin ekonomiska bas lockade Salem till sig flera datorrelaterade företag under 1990-talet. I november 2003 bekräftade Sumitomo Mitsubishi Silicon Group (SUMCO), ett av dessa företag, att de skulle stänga sina två kiselfabriker vid slutet av 2004 för att flytta verksamheten till andra fabriker. Detta gjorde att 620 jobb förlorades. I juni 2006 bekräftade samma företag att de skulle stänga sin sista fabrik i staden, ett teknologicentrum, vid slutet av året.
Den främsta privata arbetsgivaren i Salem är Salem Hospital med över 2 700 anställda. Andra större arbetsgivare är Confederated Tribes of the Grand Ronde Community of Oregons Spirit Mountain Casino väster om Salem, T-Mobiles callcenter, GE Security (tidigare Supra Products Inc.), Norpac Foods Inc. och Roth's Family Markets. Den största kommunala arbetsgivaren i Salem är Department of Human Services som har över 4 000 anställda.
Salem har Oregon Department of Corrections huvudkontor, och har fyra statsfängelser, inkluderat Oregon State Penitentiary, Oregons enda fängelse med högsta säkerhet.

## Transport

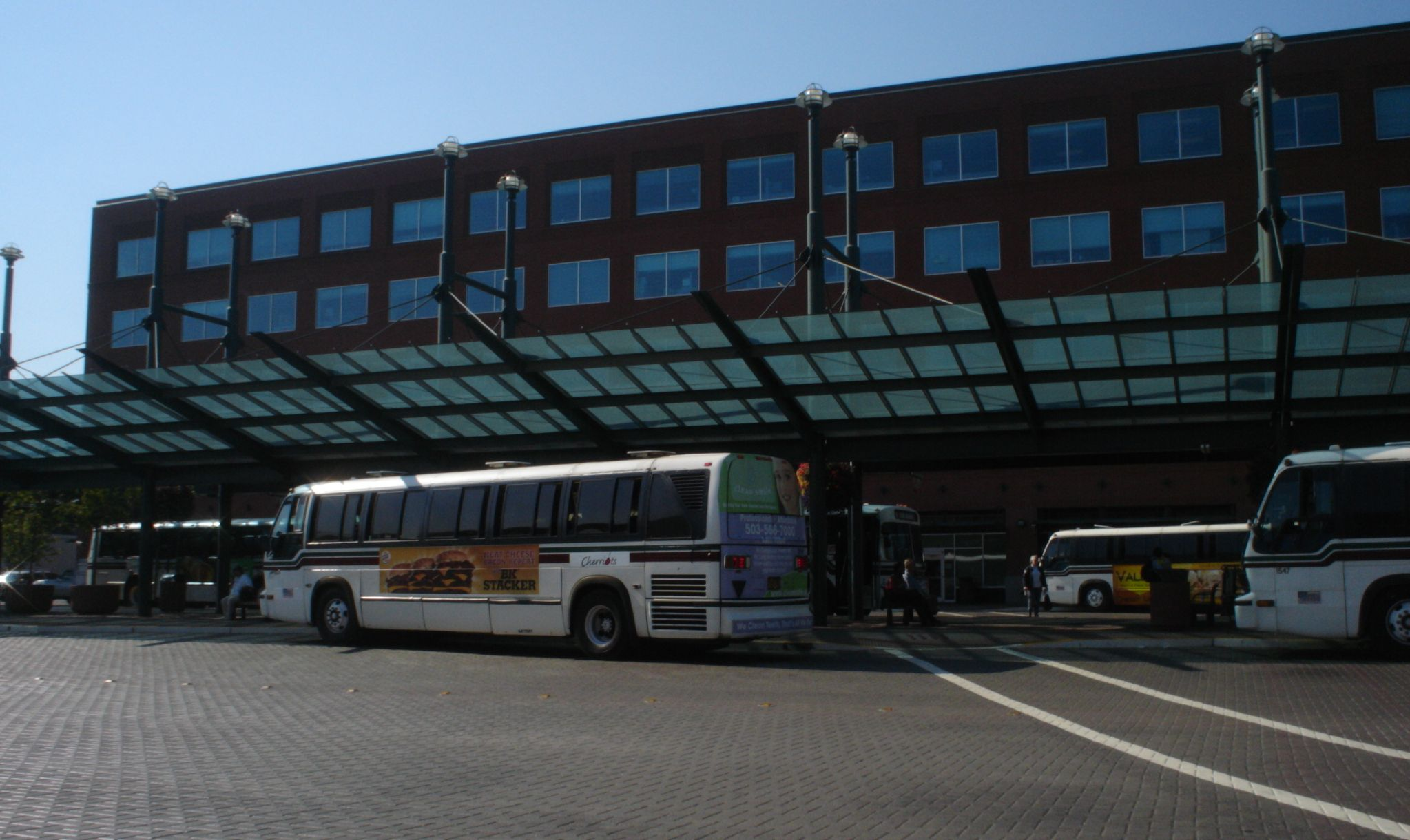
Courthouse Square är en transportknutpunkt

Salem-Keizer Transit ("Cherriots"), en självständig del inom regeringen, har förbestämda busslinjer och lifttjänster för personer med funktionsnedsättning inom stadskärnan.
Greyhound Lines har en busstation i staden i den norra till södra regionen.
Amtrak, USA:s nationella järnvägsbolag har en station i staden. Coast Starlight erbjuder dagliga norra till södra avgångar till städer mellan Los Angeles, Kalifornien och Seattle, Washington. Amtrak Cascades-tåg, som kör så långt norrut som till Vancouver, Kanada och så långt söder ut som Eugene, Oregon, går förbi Salem flera gånger dagligen i båda riktningar.
HUT Airport Shuttle erbjuder transport till Portland International Airport. HUT stannars också i Corvallis med ett andra stopp vid Oregon State University, Albany och Woodburn.
McNary Field (Salems kommunala flygplats) ägs och drivs av Salems stad. Den används främst för privatflygplan och för militära ändamål. Från och med 7 juni 2007 kommer Delta Connection, ett dotterbolag till Delta Air Lines, starta kommersiella flygningar till Salem med två plan varje dag. Flygplatsen planeras också bli ombyggd med en förkonstruerad modellbyggnad.

## Geografi
Enligt United States Census Bureau har staden en area på 120,1 km². 118,4 km² av detta är land och 1,6 km² (1,35%) är vatten.

## Stadsdelar

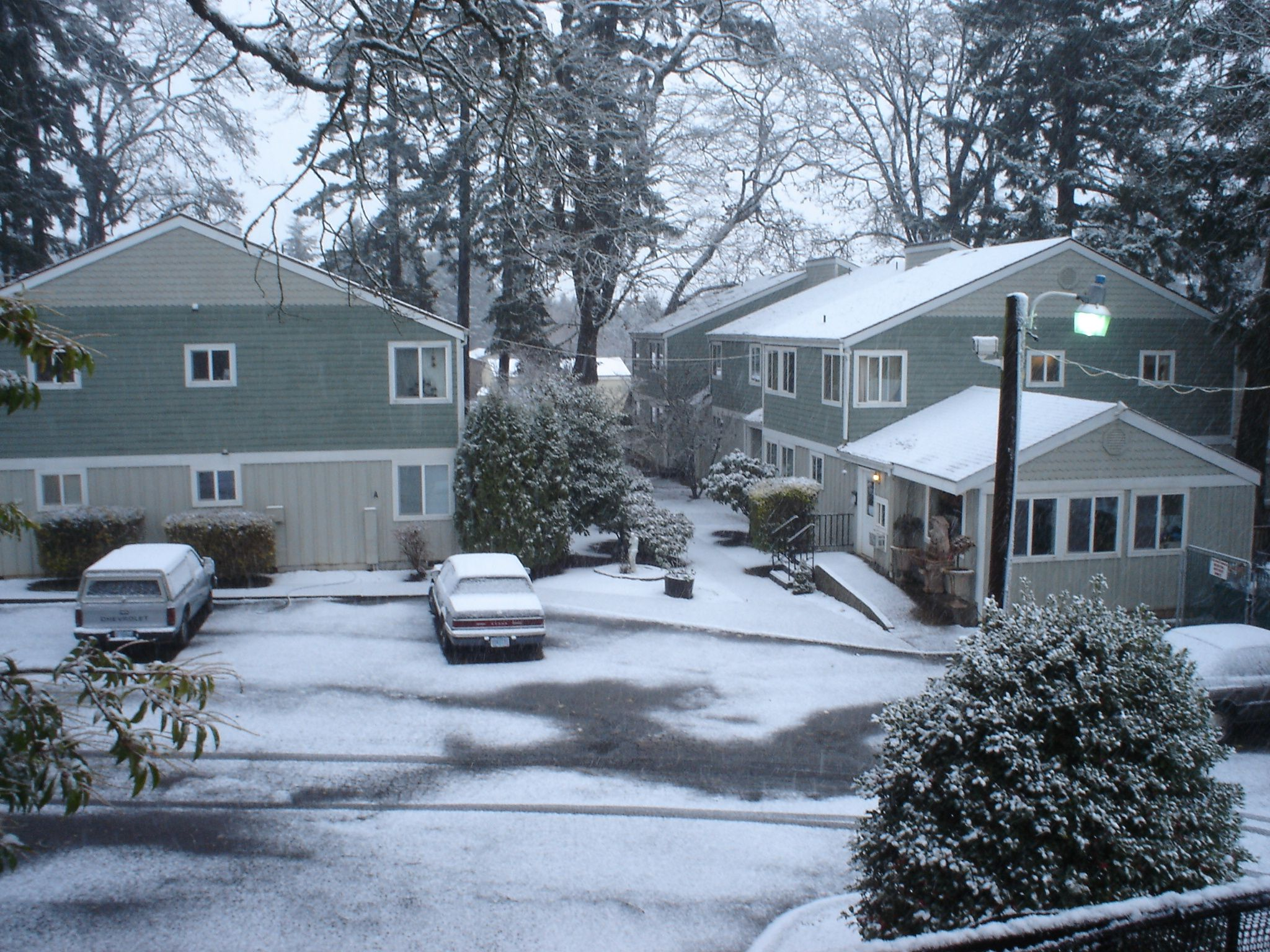
Ett kvarter i Sunnyslope under vintern

Salem har 19 etablerade stadsdelar:
| - Central Area - Croisan-Illahe - East Lancaster - Faye Wright - Grant - Highland - Lansing | - Morningside - Northeast - Northeast Salem - Northgate - North Lancaster - South Central | - Southeast Mill Creek - South East Salem - South Gateway - South Salem - Sunnyslope - West Salem |

## Demografi
Vid folkräkningen 2006 hade Salem 150 254 invånare, 50 676 hushåll och 32 331 familjer som bodde i staden. Befolkningstätheten var 1 156,1 invånare per kvadratkilometer. 83,07% av befolkningen är vita, 1,28% afroamerikaner, 1,51% nativamerikaner, 2,41% asiater, 0,47% oceanamerikaner och 7,90% från andra folkgrupper, samt 3,36% från en eller fler raser. 14,59% av befolkningen var latinamerikaner.
Det finns 50 676 hushåll varav 32,4% har barn under 18 år hemmaboende, 47,7% var gifta par som bodde ihop, 11,6% hade en kvinnlig hushållerska utan make, och 36,2% hade ingen inneboende familj. 10,5% hade någon inneboende hos sig över 65 år. Medelhushållet bestod av 2,53 människor och medelfamiljen hade 3,10 medlemmar.
I staden var 25,4% av befolkningen under 18 år, 11,4% mellan 18 och 24, 30,1% mellan 25 och 44, 20,6% mellan 45 och 64 och 12,4% var över 65 år gamla. Medelåldern är 34 år. Det finns 100,9 män per 100 kvinnor. För var 100:e kvinna över 18 år fanns det 99,5 män.
Medianinkomsten per hushåll var $38 881 och medianinkomsten för en familj var $46 409. Män har en medianinkomst på $35 746 och kvinnor $26 789. Per capitainkomsten i staden är $19 141. Omkring 10,5% av familjerna och 15,0% av befolkningen låg under fattigdomsgränsen, varav 20,2% av dessa var under 18 år och 7,1% var över 65 år gamla.

## Media
- Salem Monthly (månadstidning)
- Statesman Journal (dagstidning)
- Capital Press (veckolig jordbrukstidning)

## Vänorter
Salem har fyra vänorter. De japanska och ukrainska utbytesprogrammen är för närvarande aktiva:
- Salem, Tamil Nadu, Indien
- Kawagoe, Saitama, Japan
- Växjö, Sverige